# Gödöllő
Gödöllő  este un oraș în districtul Gödöllő, județul Pesta, Ungaria, având o populație de 30.164 de locuitori (2011). 

## Demografie
Componența etnică a orașului Gödöllő
     Maghiari (93,63%)
     Germani (1,73%)
     Romi (1,36%)
     Necunoscut (1,85%)
     Alții (1,44%)
Componența confesională a orașului Gödöllő
     Romano-catolici (37,99%)
     Fără religie (17,25%)
     Reformați (11,81%)
     Luterani (2,94%)
     Atei (2,25%)
     Necunoscută (26,63%)
     Alte religii (4,02%)
Conform recensământului din 2011, orașul Gödöllő avea 30.164 de locuitori. Din punct de vedere etnic, majoritatea locuitorilor (93,63%) erau maghiari, existând și minorități de germani (1,73%) și romi (1,36%). Apartenența etnică nu este cunoscută în cazul a 1,85% din locuitori. Nu există o religie majoritară, locuitorii fiind romano-catolici (37,99%), persoane fără religie (17,25%), reformați (11,81%), luterani (2,94%) și atei (2,25%). Pentru 26,63% din locuitori nu este cunoscută apartenența confesională.